# Lijst van weg- en veldkapellen in Montferland
Dit is een onvolledige lijst van veldkapellen in de gemeente Montferland. Kapelletjes komen vooral in het zuiden van Nederland voor en werden dikwijls gebouwd ter verering van een heilige. In andere delen van Nederland zijn ze zeldzamer.
| Kapel                             | Adres                 | Plaats           | Bouwperiode | Architect         | Foto |
| --------------------------------- | --------------------- | ---------------- | ----------- | ----------------- | ---- |
| Moeder Godskapel                  | Zuidermarkweg         | Beek             | Ca. 1946    |                   |      |
| Maria, Koningin van de Vredekapel | Tatelaarweg           | Didam            | 1947        | Alphons Vermeulen |      |
| Mariakapel                        | Kloostertuin          | 's-Heerenberg    | 1947        |                   |      |
| Mariakapel                        | Kloostertuin          | Kilder           | 2011        |                   |      |
| Mariakapel                        | Kapelstraat           | Loil             |             |                   |      |
| Mariakapel                        | Smallestraat          | Nieuw-Dijk       | 1936        |                   |      |
| Mariakapel                        | Eltenseweg-Landerswal | Stokkum          | 1998-1999   |                   |      |
| Mariakapel                        | Holthuizerstraat      | Zeddam-Vethuizen | 1939        | Alphons Vermeulen |      |